# Nulusjärvi
Nulusjärvi är en sjö i kommunen Muonio i landskapet Lappland i Finland. Sjön ligger 231,1 meter över havet. Arean är 82 hektar och strandlinjen är 5,98 kilometer lång. Sjön  ingår i Torne älvs huvudavrinningsområde.   Den ligger omkring 190 kilometer nordväst om Rovaniemi och omkring 870 kilometer norr om Helsingfors. 
I sjön finns bland andra ön Lammassaari. 